# Oblasy (Lublin)
Pour les articles homonymes, voir Oblasy.
Oblasy (prononciation [ɔˈblasɨ]) est un village de la gmina de Janowiec du powiat de Puławy dans la voïvodie de Lublin, situé dans l'est de la Pologne.
Il se situe à environ 2 kilomètres au nord-est de Janowiec (siège de la gmina), 10 kilomètres au sud-ouest de Puławy (siège du powiat) et 48 kilomètres à l'ouest de Lublin (capitale de la voïvodie).

## Histoire
De 1975 à 1998, le village est attaché administrativement à l'ancienne voïvodie de Lublin.

Depuis 1999, il fait partie de la nouvelle voïvodie de Lublin.

## Personnalités
- Victor Osławski (1814-1893), collectionneur, mécène de la science et de l'art polonais, est né à Oblasy.